# 麟德殿

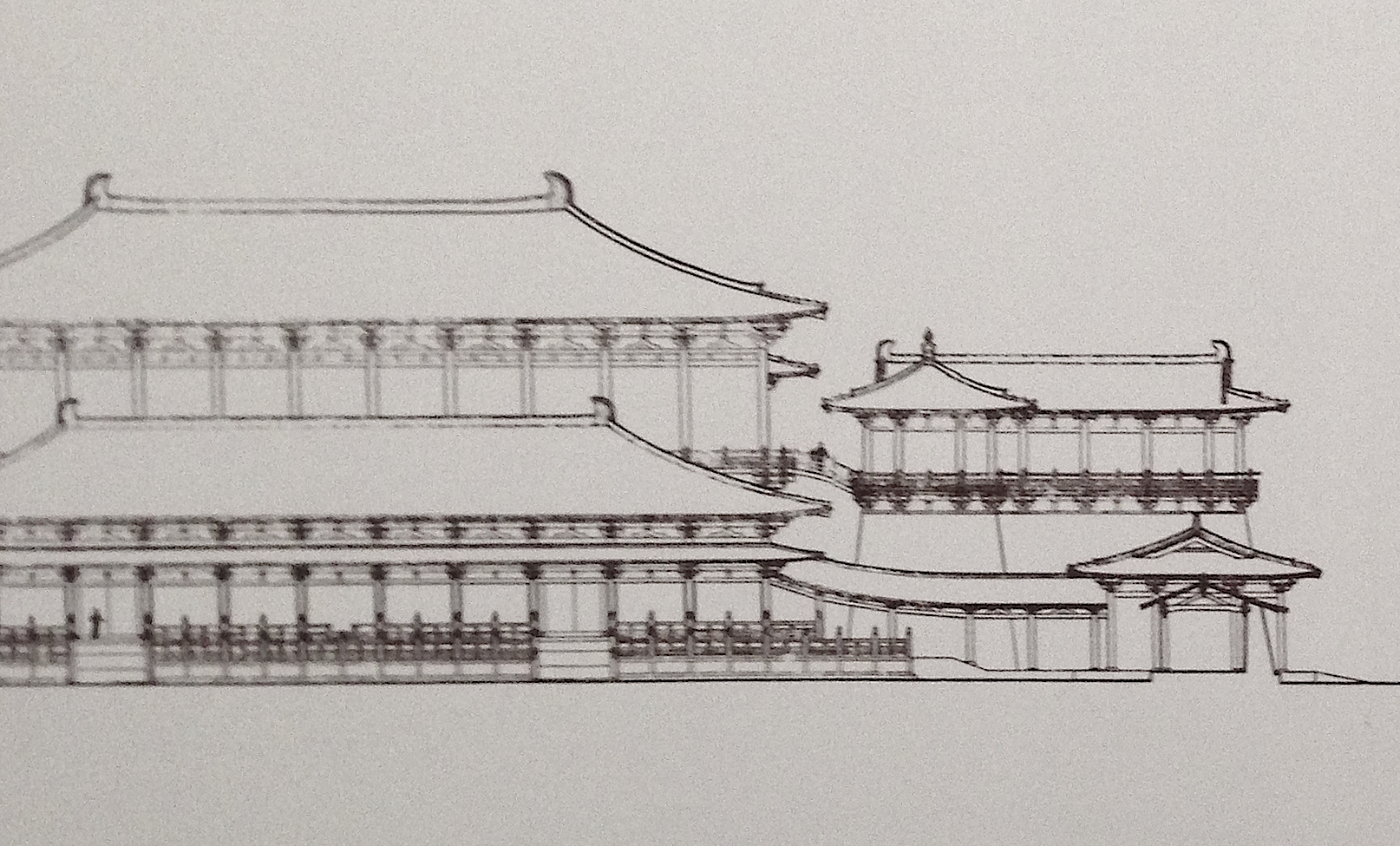
麟德殿的草图复原

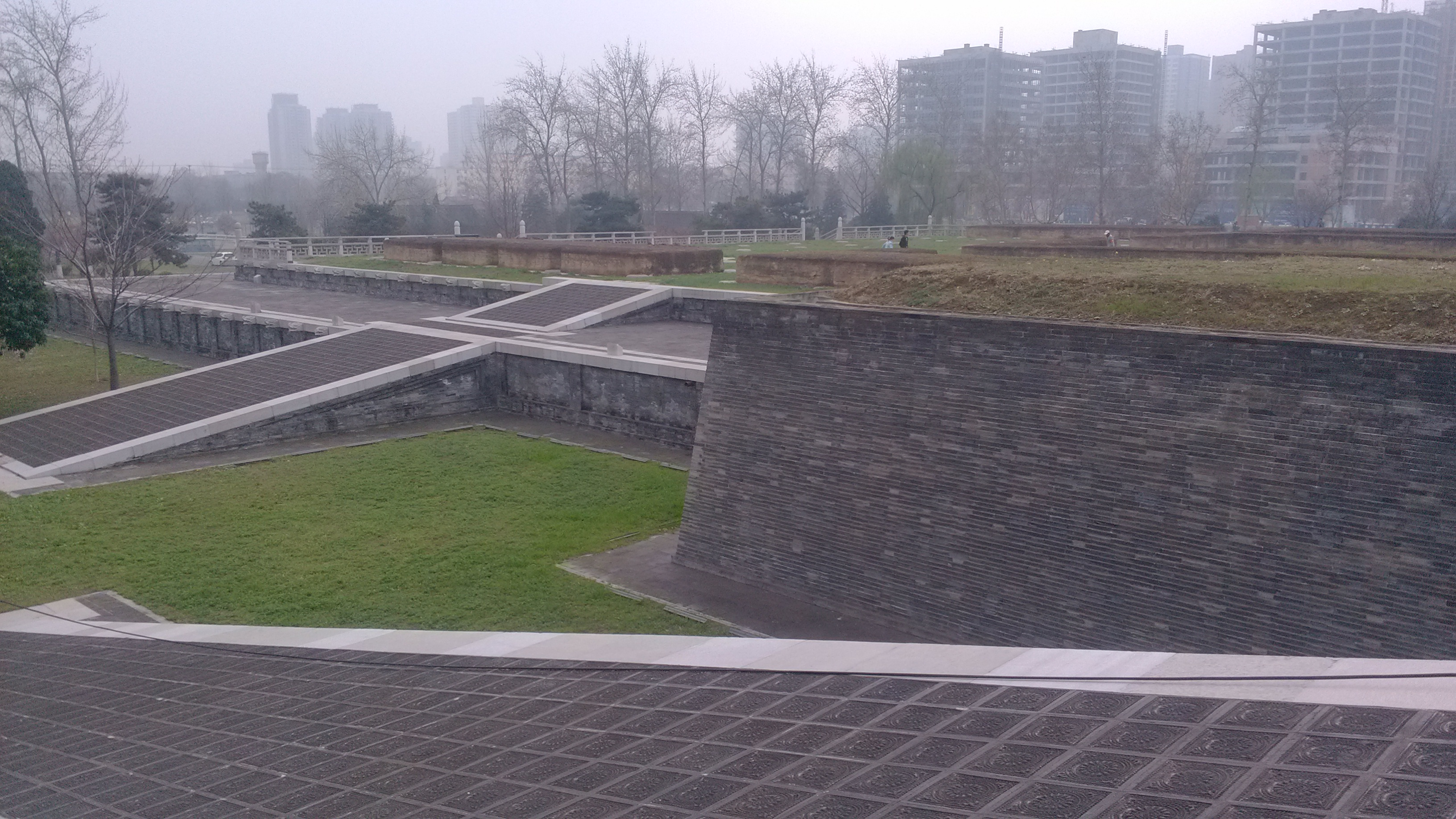
麟德殿遗址

麟德殿為唐朝大明宮殿堂之一，位於太液池西面高地，是唐代皇帝宴請群臣的場所。

## 歷史
麟德殿建于唐高宗麟德年间（664-665年），毁于唐僖宗光启年间（886年）。

## 復原形制
麟德殿由前中後三殿及樓閣廊屋組合成的複合建築，復原為前中單檐廡殿頂，後檐單檐歇山頂。三殿均面闊九間，前殿進深四間，中後殿為五間。前殿兩盡間皆填實為夯土承重牆。

麟德殿复原模型
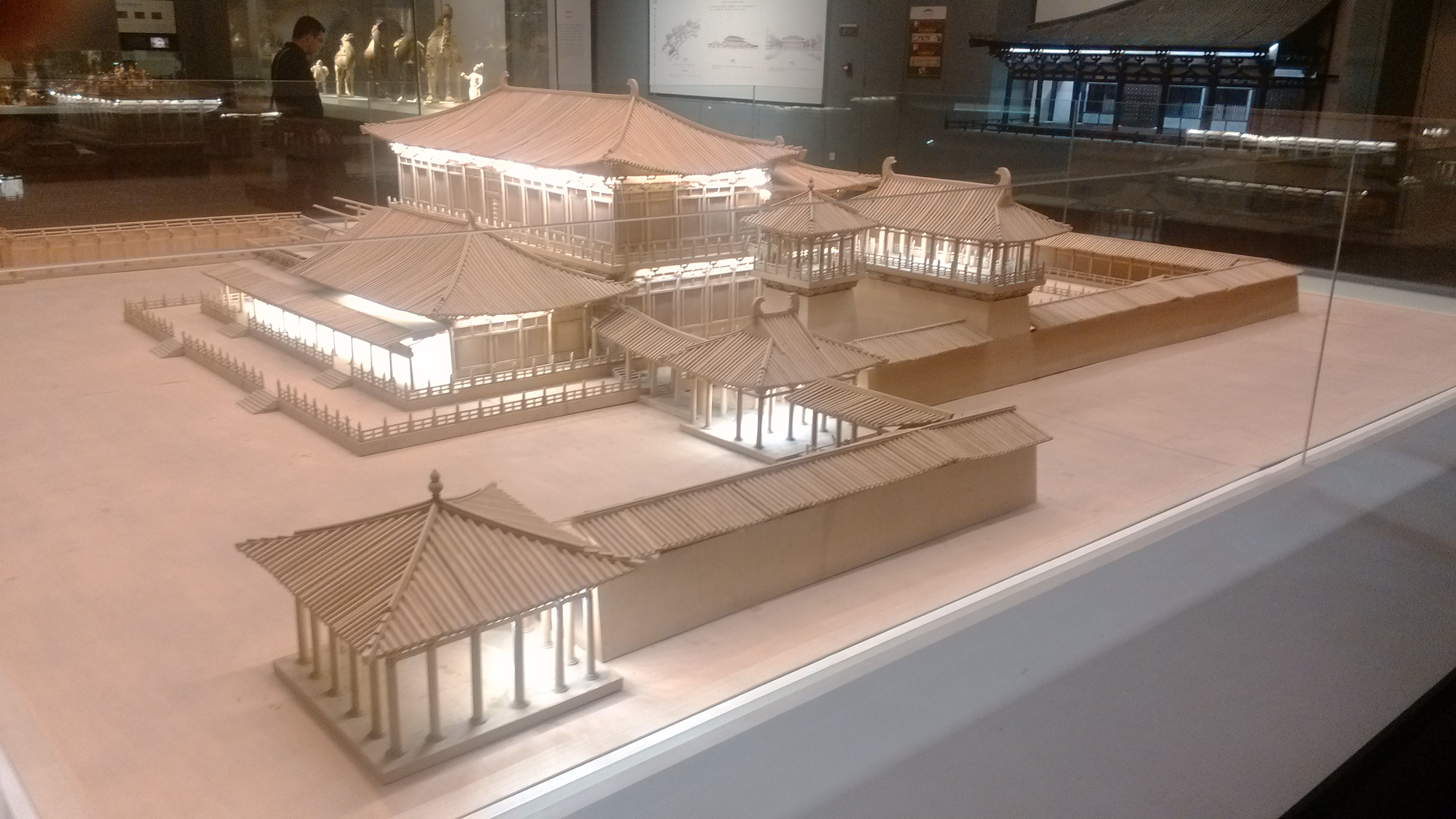
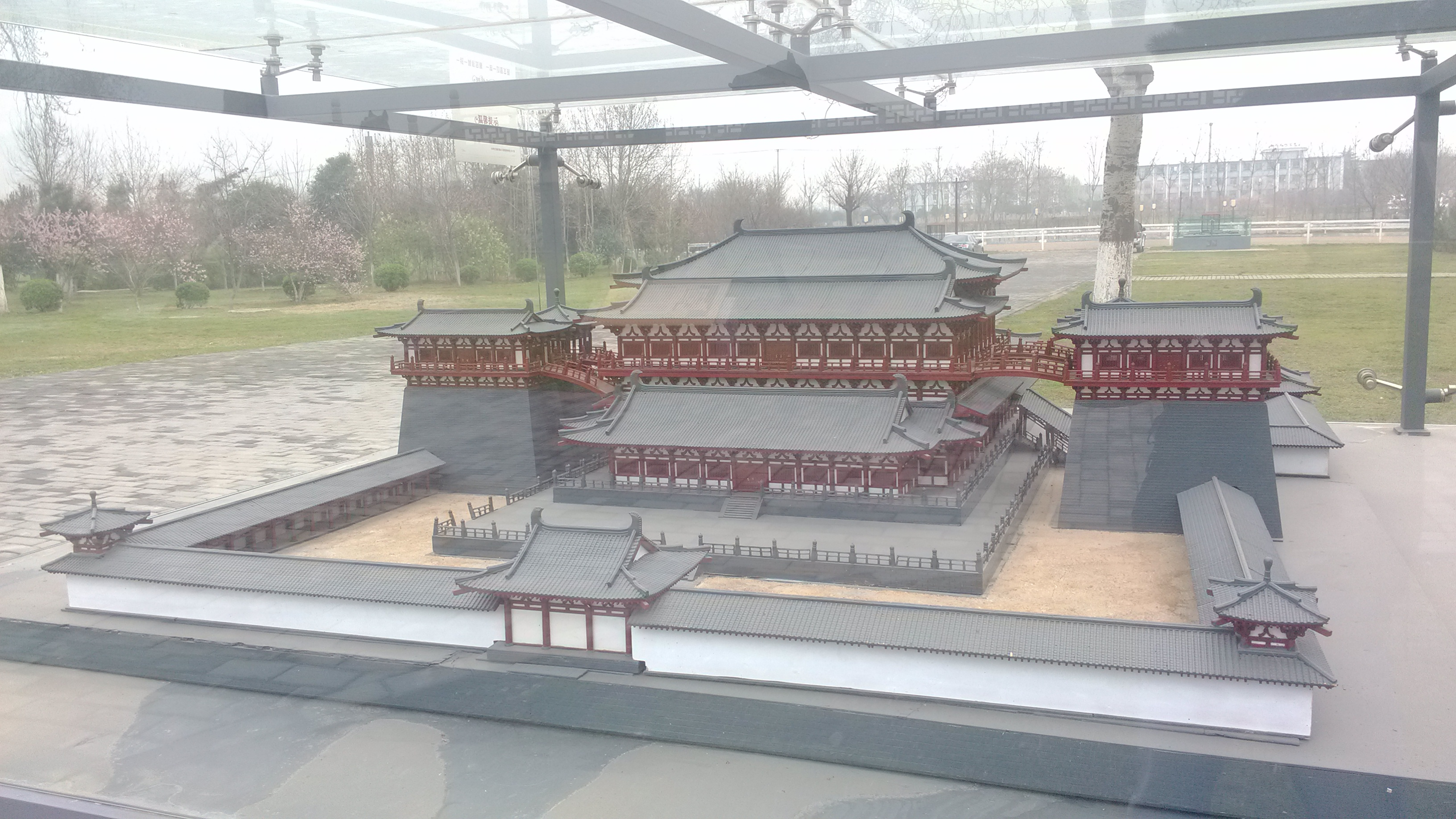

## 考古
1957年12月至1959年2月中国科学院考古所西安发掘队在西安掘出麟德殿遗址。它是一组前后殿阁相连，左右天桥连接两翼亭、楼的巨大建筑群。其台基平面呈长方形，南北长130.41米、东西宽77.55米。台基上下两层重台。平面面积将近一万平方米。台基正面为麟德殿，是整座宫殿的前殿，又是整个建筑群的总称，其后连接中殿、后殿，合称“三殿”。三殿均面阔九间，前殿进深四间，中、后殿约进深五间，中殿处有两层楼阁景云阁，后殿有障日阁，此外中殿左右有东西二亭，后殿左右有郁仪、结邻二配楼，二楼都建于高7米以上的砖台上。自楼向南有弧形飞桥连接二亭及中殿上层，四周围有庑廊，殿前有巨型广场，其中包括一球场，成为宫廷饮宴游乐的场所。